# Methan-Monooxygenase
Die Methan-Monooxygenase (MMO) ist ein Multiproteinkomplex mit einer Molekülmasse von 300 kDa. Sie katalysiert die Oxidation des reaktionsträgen Methans zu Methanol in methanotrophen Bakterien, wo es die einzige Kohlenstoff- und Energiequelle darstellt. Modellhaft ausgiebig untersucht wurde das Enzym von Methylococcus capsulatus.
Die Methan-Monooxygenase besteht aus vier Untereinheiten, die A, B, C, D genannt werden, wobei A selbst aus drei weiteren Einheiten α, β und γ aufgebaut ist. Die Gennamen sind mmoX/Y/Z (für A) und mmoB, mmoC, mmoD.
Im aktiven Zentrum der Hydroxylase wird die Methanoxidation mit Hilfe eines dinuklearen Eisenzentrums durchgeführt. Die Eisenatome sind durch sechs Aminosäurereste koordiniert. Damit gehört dieses Enzym in die Klasse der Nicht-Häm-Eisenenzyme.

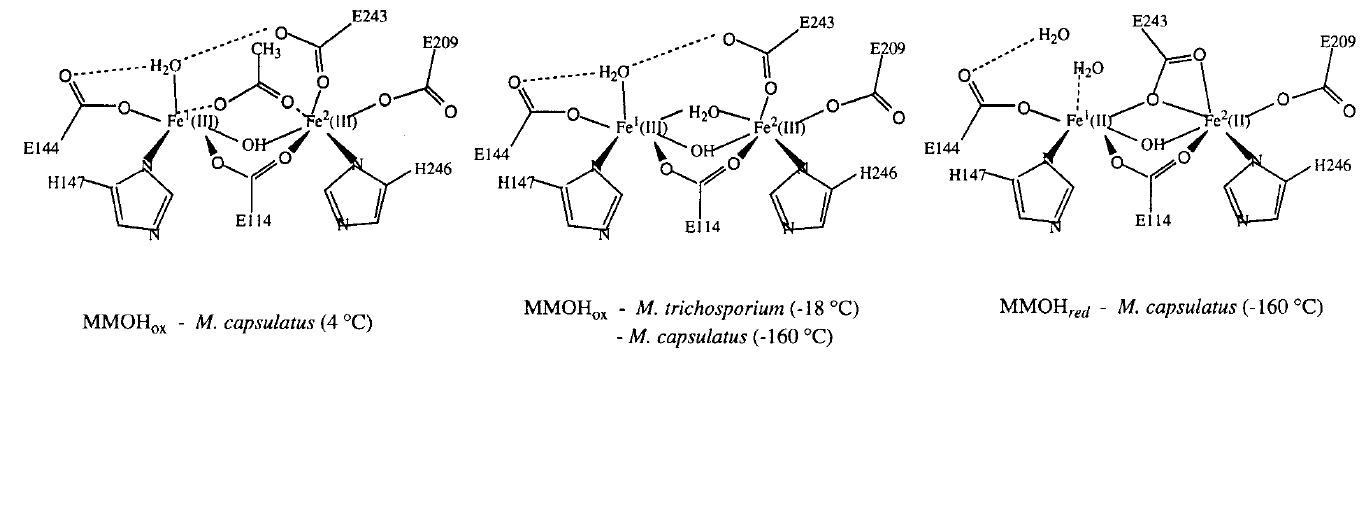
Der ruhende, oxidierte und reduzierte Zustand des Eisenkerns.

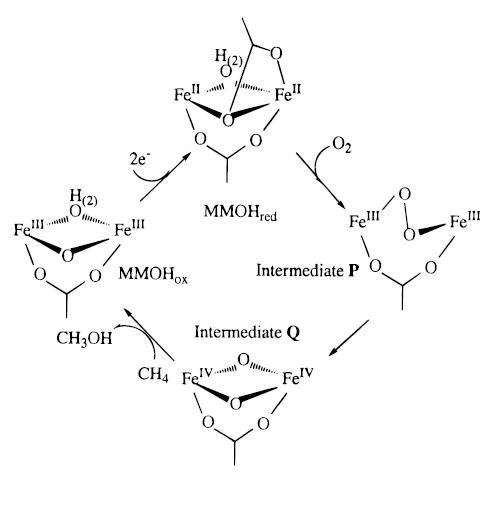
Der vorgeschlagene Katalyse-Zyklus des MMO.